# Liber Hermetis Trismegisti

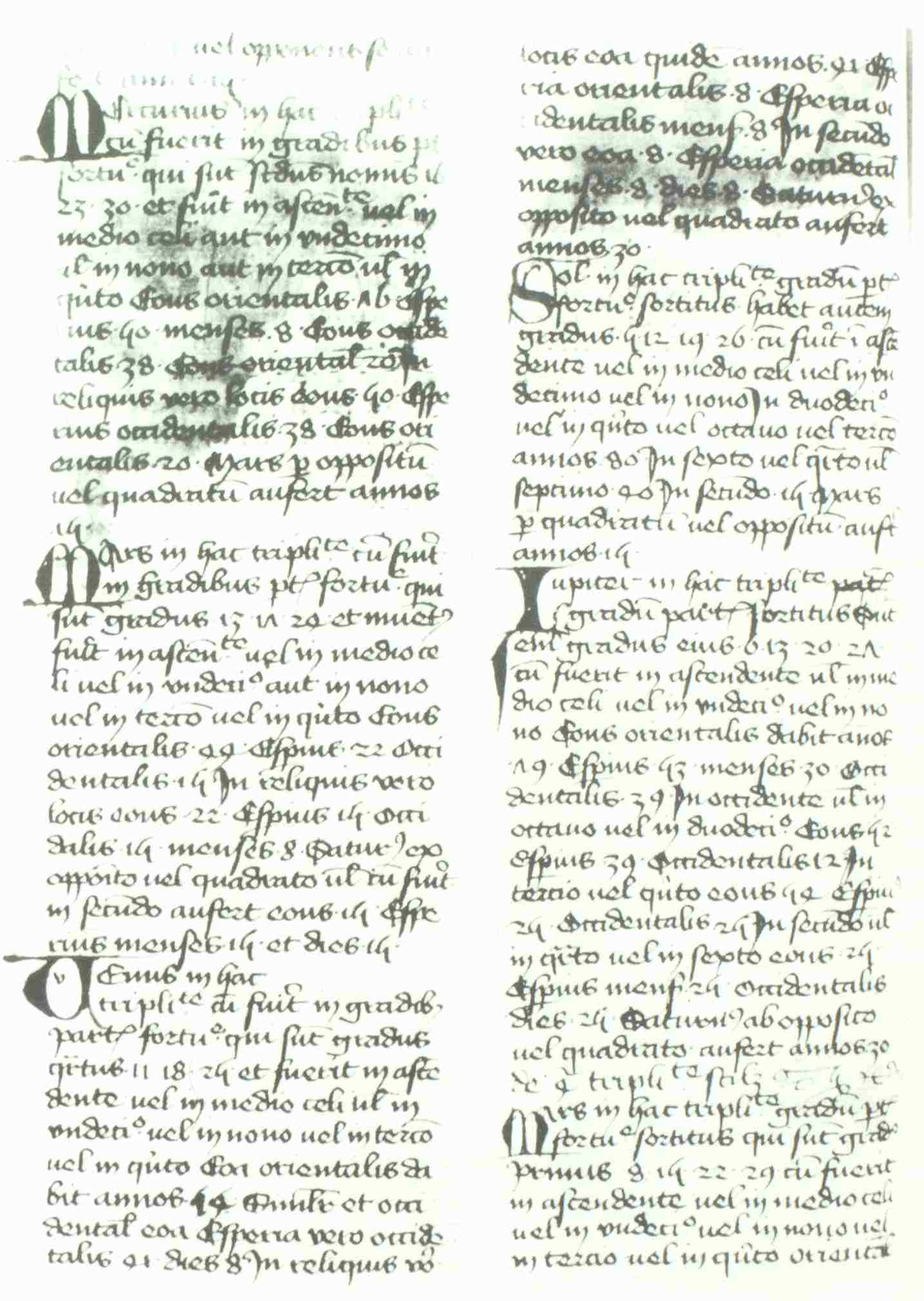
Seite aus dem Manuskript Harley 3731 der British Library

Das Liber Hermetis Trismegisti (das Buch des Hermes Trismegistos, oft auch nur als Liber Hermetis zitiert) ist eine spätantike hermetische Schrift, die sich mit astrologischen Themen befasst, insbesondere mit den 36 Dekanen, weshalb die Schrift auch als Buch über die 36 Dekane (lateinisch De triginta sex decanis) bekannt ist. Nur eine lateinische Fassung ist überliefert.
Neben den Dekanen wird darin der Einfluss der 72 den Griechen bekannten Sterne (sphaera graecanica) sowie weiterer, den Nichtgriechen bekannter Sterne (sphaera barbarica) behandelt.

## Ausgaben
- Simonetta Feraboli (Hrsg.): Hermetis Trismegisti De triginta sex decanis. Turnhout 1994, S. XXI f.
- Valerie I. J. Flint: The "Liber Hermetis Mercurii triplicis de VI rerum principiis" and the "Imago mundi" of Honorius Augustodunensis. Scriptorium / Centre d’Étude des Manuscrits, Brüssel 1981.